# Waaq
Waaq (także Waq lub Waaqa) – najwyższy Bóg w tradycyjnych, monoteistycznych religiach wschodnioafrykańskich Oromów i Somalijczyków.

## Oromowie
W kulturze Oromów, przed przejściem na religie abrahamowe, Waaq oznaczał jedyne, najwyższe i uniwersalne bóstwo. Waaq stworzył wszechświat z przeciwnymi, ale dopełniającymi się i współzależnymi siłami (jak noc i dzień, młodość i starość) w idealnej równowadze. Równowaga ta (podobna do koncepcji yin i yang) zwana jest safuu i od jej utrzymania zależy stan wszechświata.

## Somali
„Waaq”, w języku somalijskim to dźwięk wydawany przez wrony, która według legendy była wśród starożytnych Somalijczyków świętym zwierzęciem. Słowo oznaczające modlitwę w języku somalijskim, tuko, jest podobne do słowa oznaczającego wronę, tuke. Istnieją miejsca w Somalii zwane Caabudwaaq i Ceelwaaq, co oznacza odpowiednio „czczenie Waaq” i „studnia Waaq”. Waaq jest archaicznym somalijskim słowem oznaczającym boga i kontrastuje z terminem allah (bóg), który pojawił się wraz z nadejściem islamu. Waaq jest jedynym bóstwem w religii kuszyckiej. Monoteizm ich starożytnego kultu ułatwił szybką asymilację islamu wśród Somalijczyków. Siedzibą Waaq jest niebo, a okres ulewnych deszczów i dobrobytu jest nadal znany jako barwaaqo, co dosłownie oznacza boskie krople deszczu. Somalijskie dzieci, zwłaszcza te z obszarów wiejskich, od wczesnego dzieciństwa uczone są, aby nie wskazywały na chmury deszczowe, ponieważ uważa się, że przynosi to nieszczęście i odstrasza cenne opady deszczu. Ta tradycja jest również obecna wśród Oromo, chociaż pochodzenie tej praktyki prawdopodobnie wiąże się z unikaniem obrazy Waaqa, o którym uważa się, że przebywa w niebiosach.